# Сезар (кінопремія, 2018)
43-тя церемонія вручення нагород премії «Сезар» Академії мистецтв та технологій кінематографа за заслуги у царині французького кінематографу за 2017 рік відбулася 2 березня 2018 року в концертному залі Плейєль в Парижі, Франція.
Церемонія проходила під головуванням Ванесси Параді. Ведучим церемонії виступив французький актор і комік Маню Пайєт. Найкращим фільмом визнано стрічку «120 ударів на хвилину» режисера Робена Кампійо.
Цього року в рамках церемонії відбулося вшанування Жанни Моро, зображення якої розміщено на офіційному постері церемонії та, яку двічі (у 1995 та 2008 роках) відзначали премією «Сезар» за видатні заслуги у кінематографі.

## Перебіг церемонії
Номінантів 43-ї церемонії «Сезара» було оголошено 31 січня 2018 року на прес-конференції в ресторані Le Fouquet в Парижі. Найбільшу кількість номінацій — по 13 — отримали фільм «120 ударів на хвилину» режисера Робена Кампійо та «До побачення там, нагорі» Альбера Дюпонтеля.
Почесний «Сезар» було вручено акторці Пенелопі Крус.

## Статистика

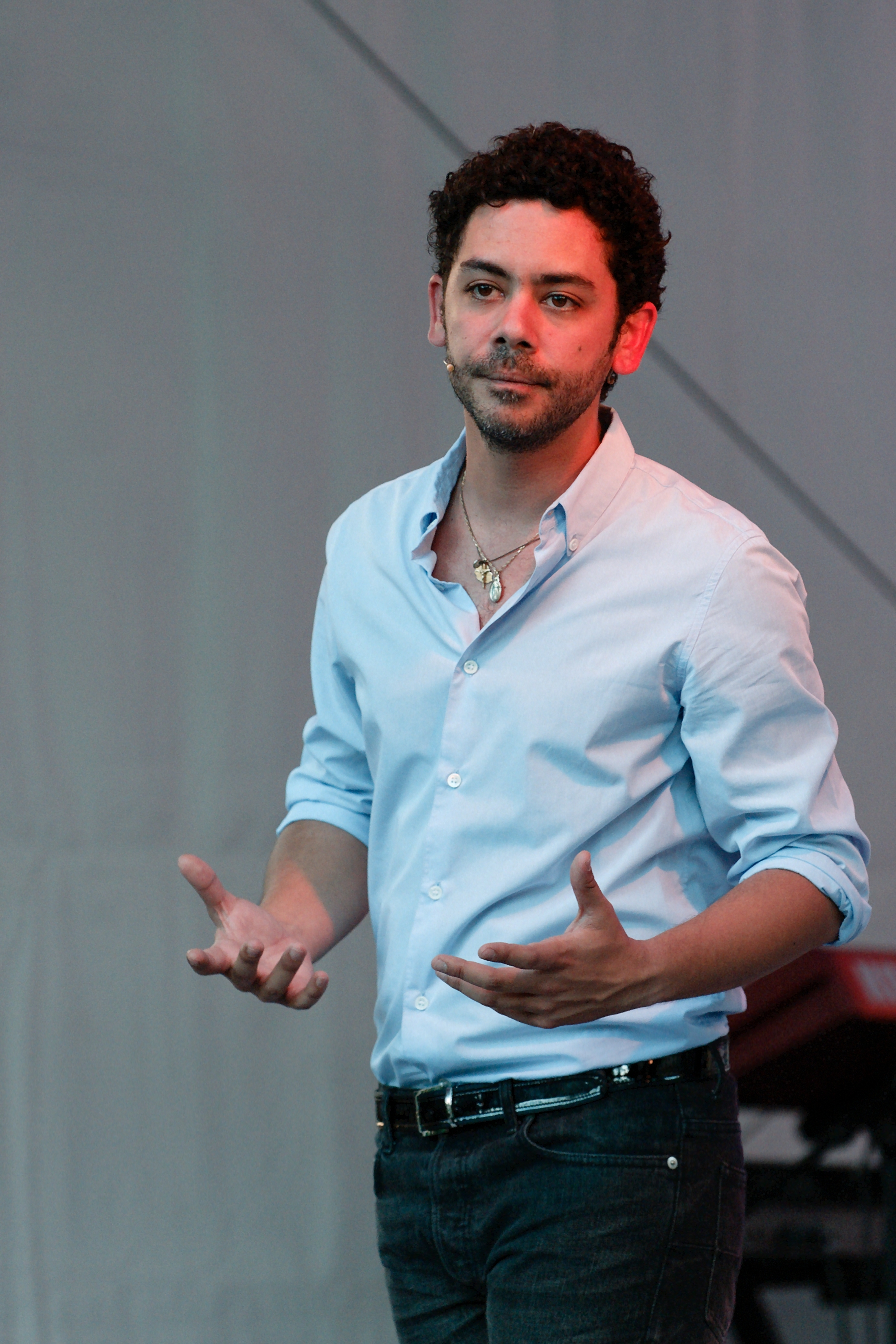
Маню Пайєт, ведучий церемонії «Сезара»-2018

Фільми, що отримали декілька номінацій:
| Фільм                      | Номінації | Перемоги |
| -------------------------- | --------- | -------- |
| • 120 ударів на хвилину    | 13        | 6        |
| • До побачення там, нагорі | 13        | 5        |
| • 1+1=Весілля              | 10        | —        |
| • Барбара                  | 9         | 2        |
| • Дрібний фермер           | 8         | 3        |
| • Сире                     | 6         | —        |
| • Молодий Годар            | 5         | —        |
| • Обіцянка на світанку     | 4         | —        |
| • Пацієнти                 | 4         | —        |
| • Берегині                 | 4         | —        |
| • Блискучий                | 3         | 1        |
| • Він і Вона               | 2         | —        |
| • Молода жінка             | 2         | —        |
| • Обличчя, села            | 2         | —        |

## Список лауреатів та номінантів
★Переможців виділено окремим кольором.

### Основні категорії
| Категорії                                    | Лауреати та номінанти | Лауреати та номінанти | Лауреати та номінанти                                                      |
| -------------------------------------------- | --- | --- | -------------------------------------------------------------------------- |
| Найкращий фільм                              | ★ «120 ударів на хвилину», реж. Робен Кампійо                                                                               | ★ «120 ударів на хвилину», реж. Робен Кампійо                                                                             | ★ «120 ударів на хвилину», реж. Робен Кампійо                              |
| Найкращий фільм                              | • «1+1=Весілля», реж. Ерік Толедано та Олів'є Накаш                                                                         | |                                                                            |
| Найкращий фільм                              | • «Барбара», реж. Матьє Амальрік                                                                                            | |                                                                            |
| Найкращий фільм                              | • «Блискучий», реж. Іван Атталь                                                                                             | |                                                                            |
| Найкращий фільм                              | • «До побачення там, нагорі», реж. Альбер Дюпонтель                                                                         | |                                                                            |
| Найкращий фільм                              | • «Дрібний фермер», реж. Юбер Шаруель                                                                                       | |                                                                            |
| Найкращий фільм                              | • «Пацієнти», реж. Гран Кор Маляд                                                                                           | |                                                                            |
| Найкраща режисерська робота                  | | ★ Альбер Дюпонтель — «До побачення там, нагорі»                                                                           | ★ Альбер Дюпонтель — «До побачення там, нагорі»                            |
| Найкраща режисерська робота                  | • Мішель Азанавічус — «Молодий Годар»                                                                                       | |                                                                            |
| Найкраща режисерська робота                  | • Матьє Амальрік — «Барбара»                                                                                                | |                                                                            |
| Найкраща режисерська робота                  | • Джулія Дюкорно — «Сире»                                                                                                   | |                                                                            |
| Найкраща режисерська робота                  | • Робен Кампійо — «120 ударів на хвилину»                                                                                   | |                                                                            |
| Найкраща режисерська робота                  | • Ерік Толедано та Олів'є Накаш — «1+1=Весілля»                                                                             | |                                                                            |
| Найкраща режисерська робота                  | • Юбер Шаруель — «Дрібний фермер»                                                                                           | |                                                                            |
| Найкращий актор                              | | ★ Сванн Арло за роль П'єра у фільмі «Дрібний фермер»                                                                      | ★ Сванн Арло за роль П'єра у фільмі «Дрібний фермер»                       |
| Найкращий актор                              | • Жан-П'єр Бакрі за роль Макса Анжелі у фільмі «1+1=Весілля»                                                                | |                                                                            |
| Найкращий актор                              | • Луї Гаррель за роль Жана-Люка Годара у фільмі «Молодий Годар»                                                             | |                                                                            |
| Найкращий актор                              | • Альбер Дюпонтель за роль Альбера Майярда у фільмі «До побачення там, нагорі»                                              | |                                                                            |
| Найкращий актор                              | • Гійом Кане за роль у фільмі «Рок-н-рол»                                                                                   | |                                                                            |
| Найкращий актор                              | • Реда Катеб за роль Джанго Рейнхардта у фільмі «Джанго»                                                                    | |                                                                            |
| Найкращий актор                              | • Данієль Отей за роль П'єра Мазарда у фільмі «Блискучий»                                                                   | |                                                                            |
| Найкраща акторка                             | | ★ Жанна Балібар за роль Барбари у фільмі «Барбара»                                                                        | ★ Жанна Балібар за роль Барбари у фільмі «Барбара»                         |
| Найкраща акторка                             | • Жульєт Бінош за роль Ізабель у фільмі «Нехай світить сонце»                                                               | |                                                                            |
| Найкраща акторка                             | • Карін Віар за роль Наталі Пешо у фільмі «Заздрісниця»                                                                     | |                                                                            |
| Найкраща акторка                             | • Шарлотта Генсбур за роль Міни Кацев у фільмі «Обіцянка на світанку»                                                       | |                                                                            |
| Найкраща акторка                             | • Еммануель Дево за роль Емманюель Блаше у фільмі «Номер перший»                                                            | |                                                                            |
| Найкраща акторка                             | • Дорія Тільє за роль Сари Адельман у фільмі «Він і Вона»                                                                   | |                                                                            |
| Найкраща акторка                             | • Марина Фоїс за роль Олівії у фільмі «Майстерня»                                                                           | |                                                                            |
| Найкращий актор другого плану                | | ★ Антуан Рейнартц за роль Тібо у фільмі «120 ударів на хвилину»                                                           | ★ Антуан Рейнартц за роль Тібо у фільмі «120 ударів на хвилину»            |
| Найкращий актор другого плану                | • Нільс Ареструп за роль Марселя Перикура у фільмі «До побачення там, нагорі»                                               | |                                                                            |
| Найкращий актор другого плану                | • Лоран Лафітт за роль Анрі д'Ольне-Праделя у фільмі «До побачення там, нагорі»                                             | |                                                                            |
| Найкращий актор другого плану                | • Жиль Лелуш за роль Джеймса у фільмі «1+1=Весілля»                                                                         | |                                                                            |
| Найкращий актор другого плану                | • Венсан Макень за роль Жульєна у фільмі «1+1=Весілля»                                                                      | |                                                                            |
| Найкраща акторка другого плану               | | ★ Сара Жиродо за роль Паскаль у фільмі «Дрібний фермер»                                                                   | ★ Сара Жиродо за роль Паскаль у фільмі «Дрібний фермер»                    |
| Найкраща акторка другого плану               | • Анаїс Демустьє за роль Беранжер у фільмі «Вілла»                                                                          | |                                                                            |
| Найкраща акторка другого плану               | • Адель Енель за роль Софі у фільмі «120 ударів на хвилину»                                                                 | |                                                                            |
| Найкраща акторка другого плану               | • Лоре Келамі за роль Мод у фільмі «Ава»                                                                                    | |                                                                            |
| Найкраща акторка другого плану               | • Мелані Тьєррі за роль Поліни у фільмі «До побачення там, нагорі»                                                          | |                                                                            |
| Найперспективніший актор                     | | ★ Науель Перес Біскаярт за роль Шона у фільмі «120 ударів на хвилину»                                                     | ★ Науель Перес Біскаярт за роль Шона у фільмі «120 ударів на хвилину»      |
| Найперспективніший актор                     | • Арно Валуа за роль Натана у фільмі «120 ударів на хвилину»                                                                | |                                                                            |
| Найперспективніший актор                     | • Бенжамен Лаверн за роль П'єра у фільмі «1+1=Весілля»                                                                      | |                                                                            |
| Найперспективніший актор                     | • Фіннеган Олдфілд за роль Марвіна Біжу у фільмі «Марвін, або Чудове виховання»                                             | |                                                                            |
| Найперспективніший актор                     | • Пабло Полі за роль Бена у фільмі «Пацієнти»                                                                               | |                                                                            |
| Найперспективніша акторка                    | | ★ Камелія Жордана за роль Нейли у фільмі «Блискучий»                                                                      | ★ Камелія Жордана за роль Нейли у фільмі «Блискучий»                       |
| Найперспективніша акторка                    | • Ей Айдара за роль Адель у фільмі «1+1=Весілля»                                                                            | |                                                                            |
| Найперспективніша акторка                    | • Ірис Брі за роль Франсін у фільмі «Берегині»                                                                              | |                                                                            |
| Найперспективніша акторка                    | • Летиція Дош за роль Паули у фільмі «Молода жінка»                                                                         | |                                                                            |
| Найперспективніша акторка                    | • Гаранс Марильє за роль Жустіни у фільмі «Сире»                                                                            | |                                                                            |
| Найкращий оригінальний сценарій              | | ★ «120 ударів на хвилину» — Робен Кампійо                                                                                 | ★ «120 ударів на хвилину» — Робен Кампійо                                  |
| Найкращий оригінальний сценарій              | • «1+1=Весілля» — Ерік Толедано та Олів'є Накаш                                                                             | |                                                                            |
| Найкращий оригінальний сценарій              | • «Барбара» — Матьє Амальрік та Філіпп ді Фолко                                                                             | |                                                                            |
| Найкращий оригінальний сценарій              | • «Дрібний фермер» — Клод Ле Пап та Юбер Шаруель                                                                            | |                                                                            |
| Найкращий оригінальний сценарій              | • «Сире» — Джулія Дюкорно                                                                                                   | |                                                                            |
| Найкращий адаптований сценарій               | | ★ «До побачення там, нагорі» — Альбер Дюпонтель та П'єр Леметр, адаптація роману «До побачення там, нагорі» П'єра Леметра |                                                                            |
| Найкращий адаптований сценарій               | • «Молодий Годар» — Мішель Азанавічус, за автобіографією «Рік по тому» Анни Вяземські                                       | |                                                                            |
| Найкращий адаптований сценарій               | • «Обіцянка на світанку» — Ерік Барб'є та Марі Ейнар, адаптація роману «Обіцянка на світанку» Ромена Гарі                   | |                                                                            |
| Найкращий адаптований сценарій               | • «Пацієнти» — Гран Кор Маляд та Фадетт Друар, за книгою «Пацієнти» Гран Кор Маляда                                         | |                                                                            |
| Найкращий адаптований сценарій               | • «Берегині» — Ксав'є Бовуа та Фредеріка Моро, адаптація роману «Берегині» Ернеста Перошона                                 | |                                                                            |
| Найкраща музика до фільму                    | | ★ «120 ударів на хвилину» — Арно Реботіні                                                                                 | ★ «120 ударів на хвилину» — Арно Реботіні                                  |
| Найкраща музика до фільму                    | • «До побачення там, нагорі» — Крістоф Жульєн                                                                               | |                                                                            |
| Найкраща музика до фільму                    | • «Дрібний фермер» — Myd | |                                                                            |
| Найкраща музика до фільму                    | • «Обличчя, села» — Матьє Шедід                                                                                             | |                                                                            |
| Найкраща музика до фільму                    | • «Сире» — Джим Вільямс | |                                                                            |
| Найкращий монтаж                             | ★ «120 ударів на хвилину» — Робен Кампійо                                                                                   | ★ «120 ударів на хвилину» — Робен Кампійо                                                                                 | ★ «120 ударів на хвилину» — Робен Кампійо                                  |
| Найкращий монтаж                             | • «1+1=Весілля» — Доріан Ріґаль-Ансу                                                                                        | |                                                                            |
| Найкращий монтаж                             | • «Барбара» — Франсуа Гедіж'є                                                                                               | |                                                                            |
| Найкращий монтаж                             | • «До побачення там, нагорі» — Крістоф Пінель                                                                               | |                                                                            |
| Найкращий монтаж                             | • «Дрібний фермер» — Ліліан Корбей, Жулі Лена та Грегуар Понтекай                                                           | |                                                                            |
| Найкраща операторська робота                 | | ★ «До побачення там, нагорі» — Венсан Матіас                                                                              | ★ «До побачення там, нагорі» — Венсан Матіас                               |
| Найкраща операторська робота                 | • «120 ударів на хвилину» — Жанна Лапуарі                                                                                   | |                                                                            |
| Найкраща операторська робота                 | • «Барбара» — Крістоф Бокарн                                                                                                | |                                                                            |
| Найкраща операторська робота                 | • «Молодий Годар» — Гійом Шифман                                                                                            | |                                                                            |
| Найкраща операторська робота                 | • «Берегині» — Кароліна Шампетьє                                                                                            | |                                                                            |
| Найкращі декорації                           | ★ «До побачення там, нагорі» — П'єр Кефлен                                                                                  | ★ «До побачення там, нагорі» — П'єр Кефлен                                                                                | ★ «До побачення там, нагорі» — П'єр Кефлен                                 |
| Найкращі декорації                           | • «120 ударів на хвилину» — Еммануель Дюпле                                                                                 | |                                                                            |
| Найкращі декорації                           | • «Барбара» — Лорен Бауде                                                                                                   | |                                                                            |
| Найкращі декорації                           | • «Молодий Годар» — Крістіан Марті                                                                                          | |                                                                            |
| Найкращі декорації                           | • «Обіцянка на світанку» — П'єр Ренсон                                                                                      | |                                                                            |
| Найкращі костюми                             | ★ «До побачення там, нагорі» — Мімі Лемпіка                                                                                 | ★ «До побачення там, нагорі» — Мімі Лемпіка                                                                               | ★ «До побачення там, нагорі» — Мімі Лемпіка                                |
| Найкращі костюми                             | • «120 ударів на хвилину» — Ізабель Паннетьє                                                                                | |                                                                            |
| Найкращі костюми                             | • «Барбара» — Паскалін Шаванн                                                                                               | |                                                                            |
| Найкращі костюми                             | • «Обіцянка на світанку» — Катрін Бушар                                                                                     | |                                                                            |
| Найкращі костюми                             | • «Берегині» — Анаїс Ромон                                                                                                  | |                                                                            |
| Найкращий звук                               | ★ «Барбара» — Олів'є Мувзан, Ніколя Моро та Стефан Тібо                                                                     | ★ «Барбара» — Олів'є Мувзан, Ніколя Моро та Стефан Тібо                                                                   | ★ «Барбара» — Олів'є Мувзан, Ніколя Моро та Стефан Тібо                    |
| Найкращий звук                               | • «1+1=Весілля» — Паскаль Арман, Селім Аззазі та Жан-Поль Юр'ї                                                              | |                                                                            |
| Найкращий звук                               | • «120 ударів на хвилину» — Жульєн Сікар, Валері де Льоф та Жан-П'єр Лафорс                                                 | |                                                                            |
| Найкращий звук                               | • «До побачення там, нагорі» — Жан Мінондо, Ґурваль Коїк-Ґаллас, Сиріл Ольц та Деміен Ладзеріні                             | |                                                                            |
| Найкращий звук                               | • «Сире» — Матьє Декам, Северин Фаврію та Стефан Тібо                                                                       | |                                                                            |
| Найкращий дебютний фільм                     | ★ «Дрібний фермер», реж. Юбер Шаруель                                                                                       | ★ «Дрібний фермер», реж. Юбер Шаруель                                                                                     | ★ «Дрібний фермер», реж. Юбер Шаруель                                      |
| Найкращий дебютний фільм                     | • «Він і Вона», реж. Ніколя Бедос                                                                                           | |                                                                            |
| Найкращий дебютний фільм                     | • «Молода жінка», реж. Леонор Серрай                                                                                        | |                                                                            |
| Найкращий дебютний фільм                     | • «Пацієнти», реж. Гран Кор Маляд                                                                                           | |                                                                            |
| Найкращий дебютний фільм                     | • «Сире», реж. Джулія Дюкорно                                                                                               | |                                                                            |
| Найкращий анімаційний фільм                  | ★ «Великий злий лис та інші історії», реж. Бенжамін Реннер та Патрік Ембер                                                  | ★ «Великий злий лис та інші історії», реж. Бенжамін Реннер та Патрік Ембер                                                | ★ «Великий злий лис та інші історії», реж. Бенжамін Реннер та Патрік Ембер |
| Найкращий анімаційний фільм                  | • «Зомбіленіум», реж. Артур де Пінс та Алексіс Дюкор                                                                        | |                                                                            |
| Найкращий анімаційний фільм                  | • «Сахара», реж. П'єр Коре                                                                                                  | |                                                                            |
| Найкращий документальний фільм               | ★ «Я вам не негр», реж. Рауль Пек                                                                                           | ★ «Я вам не негр», реж. Рауль Пек                                                                                         | ★ «Я вам не негр», реж. Рауль Пек                                          |
| Найкращий документальний фільм               | • «12 днів», реж. Раймон Депардон                                                                                           | |                                                                            |
| Найкращий документальний фільм               | • «Обличчя, села», реж. Аньєс Варда та JR                                                                                   | |                                                                            |
| Найкращий документальний фільм               | • «Ділянка 35», реж. Ерік Каравака                                                                                          | |                                                                            |
| Найкращий документальний фільм               | • À voix haute: La Force de la parole, реж. Стефан де Фрейтас                                                               | |                                                                            |
| Найкращий короткометражний фільм             | ★ Les Bigorneaux, реж. Аліс Віаль                                                                                           | ★ Les Bigorneaux, реж. Аліс Віаль                                                                                         | ★ Les Bigorneaux, реж. Аліс Віаль                                          |
| Найкращий короткометражний фільм             | • «Знедолені» / Les Misérables, реж. Ладж Лі                                                                                | |                                                                            |
| Найкращий короткометражний фільм             | • «Марлон» / Marlon, реж. Джессіка Палю                                                                                     | |                                                                            |
| Найкращий короткометражний фільм             | • «Стоячи в Кіншасі!» / Debout Kinshasa!, реж. Себастьєн Метр                                                               | |                                                                            |
| Найкращий короткометражний фільм             | • Le Bleu, blanc rouge de mes cheveux, реж. Жоза Анжембі                                                                    | |                                                                            |
| Найкращий короткометражний анімаційний фільм | ★ «Дідусь морж» / Pépé le morse, реж. Люкрес Андреа                                                                         | ★ «Дідусь морж» / Pépé le morse, реж. Люкрес Андреа                                                                       | ★ «Дідусь морж» / Pépé le morse, реж. Люкрес Андреа                        |
| Найкращий короткометражний анімаційний фільм | • «Майбутнє лисе» / Le Futur sera chauve, реж. Поль Кабон                                                                   | |                                                                            |
| Найкращий короткометражний анімаційний фільм | • «Сад опівночі» / Le Jardin de minuit, реж. Бенуа Ш'ю                                                                      | |                                                                            |
| Найкращий короткометражний анімаційний фільм | • «Я хочу, щоб Плутон був планетою знову» / I Want Pluto To Be A Planet Again, реж. Марі Амашукелі та Владимир Мавунія-Кука | |                                                                            |
| Найкращий фільм іноземною мовою              | ★ «Нелюбов» (Нелюбовь), реж. Андрій Звягінцев                                                                               | ★ «Нелюбов» (Нелюбовь), реж. Андрій Звягінцев                                                                             | ★ «Нелюбов» (Нелюбовь), реж. Андрій Звягінцев                              |
| Найкращий фільм іноземною мовою              | • «Весілля» (Noces), реж. Стефан Стрекер                                                                                    | |                                                                            |
| Найкращий фільм іноземною мовою              | • «Випадок у готелі “Ніл Гілтон”» (The Nile Hilton Incident), реж. Тарик Салех                                              | |                                                                            |
| Найкращий фільм іноземною мовою              | • «Дюнкерк» (Dunkirk), реж. Крістофер Нолан                                                                                 | |                                                                            |
| Найкращий фільм іноземною мовою              | • «Квадрат» (The Square), реж. Рубен Естлунд                                                                                | |                                                                            |
| Найкращий фільм іноземною мовою              | • «Ла-Ла Ленд» (La La Land), реж. Демієн Шазелл                                                                             | |                                                                            |
| Найкращий фільм іноземною мовою              | • «Обмін принцесами» (L'Échange des princesses), реж. Марк Дюген                                                            | |                                                                            |

### Спеціальні нагороди
| Нагорода         | Лауреати | Лауреати                               |                                        |
| ---------------- | -------- | -------------------------------------- | -------------------------------------- |
| Почесний «Сезар» |          | ★ Пенелопа Крус                        | ★ Пенелопа Крус                        |
| Приз глядачів    |          | ★ «Візьми мене штурмом», реж. Дені Бун | ★ «Візьми мене штурмом», реж. Дені Бун |